# 数据库营销
数据库营销（Database Marketing）将营销和客户数据建立数据库，并根据对数据库内数据的分析，进行营销策略和活动。数据库营销常被视作是“直效营销”（Direct marketing）的一个分支，也是一種關係行銷，並且強化客户管理和忠誠度。

## 方法
将客户的销售历史数据等营销数据建立数据库，并根据对数据库内数据的分析，确认目标客户，迅速准确地获知其需求，了解其特征，传达产品和服务的相关信息，以便更有效地进行市场营销活动，维系顾客和提高销售额。
数据库营销旨在建立互信共赢的客户关系，数据库服务过程本身即可视为数据库营销过程。数据库的数据必须是动态的，可扩充的和及时更新的，涵盖现有客户和潜在客户。
数据库的海量处理往往要依赖数据挖掘（Data Mining）技术。

## 意义与现状
数据库营销不仅仅被视为是一种营销工具、方法或者技术平台，而是一种企业经营理念，深刻地改变了企业的营销模式以及服务模式。
数据库营销在欧美国家的市场营销实践中已相当普及。美国85%的零售商和制造商认为一个强大的营销数据库来支持他们的营销活动，以增强竞争力。2003年，美国数据库营销专家唐·E·舒尔兹在清华大学演讲时说：
——现在美国最好的、发展最完备的营销组织都有一种共识：要做营销，必须建立顾客数据库。

## 行业实例
例如在电信行业，用户基数成长到海量规模时，与客户的沟通通过信函、电话、电子邮件就难以解决了，而利用数据挖掘技术就能从海量的数据中找出最易流失的客户，并利用营销工具对其加强沟通来维持他们的品牌忠诚度。